# فريديريك بروتات
فريديريك بروتات (بالفرنسية: Frédéric Protat)‏ هو متسابق دراجات نارية فرنسي سابق. نافس في سباقات بطولة العالم لفئة 250 سي سي ولفئة 50 سي سي. كما شارك في بطولة العالم للسوبربايك.

## روابط خارجية
- فريديريك بروتات على موقع MotoGP.com (الإنجليزية)
- فريديريك بروتات على موقع WorldSBK.com (الإنجليزية)